# H.320
H.320 est un protocole et une recommandation définie par l'UIT-T le 27 mai 1999 comme : « Systèmes et équipements terminaux visiophoniques à bande étroite ». Il définit les terminaux, type téléphone, station de visioconférence..., connectés sur le réseau RNIS. Les principaux protocoles appartenant à cette suite sont H.221, H.230, H.242, les codecs audio comme G.711 et vidéo comme H.261 et H.263.
Il spécifie les caractéristiques techniques des systèmes et équipements de terminaux visiophoniques à bande étroite typiquement pour des services de visioconférence et de visiophonie.
La bande étroite telle définie dans cette spécification pour des débits variant de 64 kbit/s à 1 920 kbit/s.